# Vägersjön
Vägersjön är en våtmark i anslutning till en torvtäkt, tidigare sjö i Sollefteå kommun i Ångermanland och ingår i Ångermanälvens huvudavrinningsområde. Sjön har en area på 0,07 kvadratkilometer och ligger 392 meter över havet. Sjön avvattnas av vattendraget Jamtmyrån.

## Delavrinningsområde
Vägersjön ingår i det delavrinningsområde (702238-153216) som SMHI kallar för Mynnar i Gideån. Medelhöjden är 377 meter över havet och ytan är 17,72 kvadratkilometer. Det finns inga avrinningsområden uppströms utan avrinningsområdet är högsta punkten. Jamtmyrån som avvattnar avrinningsområdet har biflödesordning 4, vilket innebär att vattnet flödar genom totalt 4 vattendrag innan det når havet efter 100 kilometer. Avrinningsområdet består mestadels av skog (83 procent) och sankmarker (13 procent). Avrinningsområdet har 0,07 kvadratkilometer vattenytor vilket ger det en sjöprocent på 0,4 procent.